# سورين (تايلاند)
سورين (بالإنجليزية: Surin, Thailand)‏ هي Thesaban Mueang تقع في تايلاند في Mueang Surin. يقدر عدد سكانها بـ 41,582 نسمة وترتفع عن سطح البحر 150 متر.

## المناخ
يظهر الجدول التالي التغييرات المناخية على مدار السنة لسورين:
| البيانات المناخية لـسورين                                                                           | البيانات المناخية لـسورين | البيانات المناخية لـسورين | البيانات المناخية لـسورين | البيانات المناخية لـسورين | البيانات المناخية لـسورين | البيانات المناخية لـسورين | البيانات المناخية لـسورين | البيانات المناخية لـسورين | البيانات المناخية لـسورين | البيانات المناخية لـسورين | البيانات المناخية لـسورين | البيانات المناخية لـسورين | البيانات المناخية لـسورين |
| الشهر                                                                                               | يناير                     | فبراير                    | مارس                      | أبريل                     | مايو                      | يونيو                     | يوليو                     | أغسطس                     | سبتمبر                    | أكتوبر                    | نوفمبر                    | ديسمبر                    | المعدل السنوي             |
| --------------------------------------------------------------------------------------------------- | ------------------------- | ------------------------- | ------------------------- | ------------------------- | ------------------------- | ------------------------- | ------------------------- | ------------------------- | ------------------------- | ------------------------- | ------------------------- | ------------------------- | ------------------------- |
| الدرجة القصوى °م (°ف)                                                                               | 37.0 (98.6)               | 38.9 (102.0)              | 40.4 (104.7)              | 41.6 (106.9)              | 39.5 (103.1)              | 38.0 (100.4)              | 38.2 (100.8)              | 36.9 (98.4)               | 35.7 (96.3)               | 35.1 (95.2)               | 36.0 (96.8)               | 34.8 (94.6)               | 41.6 (106.9)              |
| متوسط درجة الحرارة الكبرى °م (°ف)                                                                   | 31.2 (88.2)               | 33.5 (92.3)               | 35.4 (95.7)               | 36.0 (96.8)               | 34.5 (94.1)               | 33.4 (92.1)               | 32.7 (90.9)               | 32.2 (90.0)               | 31.7 (89.1)               | 31.1 (88.0)               | 30.8 (87.4)               | 30.0 (86.0)               | 32.7 (90.9)               |
| المتوسط اليومي °م (°ف)                                                                              | 24.1 (75.4)               | 26.6 (79.9)               | 28.7 (83.7)               | 29.8 (85.6)               | 28.8 (83.8)               | 28.3 (82.9)               | 27.9 (82.2)               | 27.6 (81.7)               | 27.3 (81.1)               | 26.7 (80.1)               | 25.3 (77.5)               | 23.6 (74.5)               | 27.1 (80.8)               |
| متوسط درجة الحرارة الصغرى °م (°ف)                                                                   | 18.1 (64.6)               | 20.6 (69.1)               | 23.0 (73.4)               | 24.9 (76.8)               | 24.9 (76.8)               | 24.9 (76.8)               | 24.6 (76.3)               | 24.4 (75.9)               | 24.2 (75.6)               | 23.3 (73.9)               | 20.8 (69.4)               | 18.1 (64.6)               | 22.7 (72.9)               |
| أدنى درجة حرارة °م (°ف)                                                                             | 9.4 (48.9)                | 11.6 (52.9)               | 12.0 (53.6)               | 18.8 (65.8)               | 21.3 (70.3)               | 21.5 (70.7)               | 21.0 (69.8)               | 21.0 (69.8)               | 20.8 (69.4)               | 16.5 (61.7)               | 13.3 (55.9)               | 8.3 (46.9)                | 8.3 (46.9)                |
| معدل هطول الأمطار مم (إنش)                                                                          | 5.6 (0.22)                | 11.5 (0.45)               | 45.6 (1.80)               | 93.3 (3.67)               | 179.8 (7.08)              | 204.7 (8.06)              | 221.3 (8.71)              | 256.2 (10.09)             | 255.4 (10.06)             | 128.2 (5.05)              | 28.7 (1.13)               | 1.9 (0.07)                | 1٬432٫2 (56.39)           |
| متوسط الأيام الممطرة                                                                                | 0.8                       | 2.2                       | 4.0                       | 8.2                       | 16.0                      | 16.3                      | 18.0                      | 19.7                      | 18.3                      | 12.0                      | 3.8                       | 0.6                       | 119.9                     |
| متوسط الرطوبة النسبية (%)                                                                           | 65                        | 63                        | 63                        | 67                        | 76                        | 79                        | 80                        | 82                        | 84                        | 81                        | 73                        | 68                        | 73                        |
| ساعات سطوع الشمس الشهرية                                                                            | 263.5                     | 245.8                     | 238.7                     | 204.0                     | 155.0                     | 153.0                     | 117.8                     | 117.8                     | 144.0                     | 182.9                     | 219.0                     | 260.4                     | 2٬301٫9                   |
| ساعات سطوع الشمس اليومية                                                                            | 8.5                       | 8.7                       | 7.7                       | 6.8                       | 5.0                       | 5.1                       | 3.8                       | 3.8                       | 4.8                       | 5.9                       | 7.3                       | 8.4                       | 6.3                       |
| المصدر #1: Thai Meteorological Department                                                           |                           |                           |                           |                           |                           |                           |                           |                           |                           |                           |                           |                           |                           |
| المصدر #2: Office of Water Management and Hydrology, Royal Irrigation Department (sun and humidity) |                           |                           |                           |                           |                           |                           |                           |                           |                           |                           |                           |                           |                           |

## أعلام
- تشينروب سامفاودي